# ロバート・マクスウェル (初代ファーナム伯爵)
初代ファーナム伯爵ロバート・マクスウェル（英語: Robert Maxwell, 1st Earl of Farnham PC (Ire)、1720年ごろ – 1779年11月16日）は、アイルランド王国出身の貴族、政治家。1754年トーントン補欠選挙で激しい選挙戦を経て当選し、1768年までグレートブリテン庶民院議員を務めた。

## 生涯
初代ファーナム男爵ジョン・マクスウェルとジュディス・バリー（Judith Barry、1699年12月15日洗礼 – 1771年4月5日、ジェームズ・バリーの娘）の息子として、1720年ごろに生まれた。1738年にダブリン大学トリニティ・カレッジで教育を受けた。
1743年から1759年までリズバーン選挙区の代表としてアイルランド庶民院議員を務め、1753年までにイングランドに向かった。1754年6月、トーントン選挙区の現職議員ジョン・ハリデイの死去により補欠選挙が行われると、マクスウェルは補欠選挙に出馬した。トーントン選挙区では第2代エグレモント伯爵チャールズ・ウィンダムが1議席を掌握していたが、2議席目は現地民が選ぶことが多く、国教忌避者とジェントルマン階級が激しく争っていた。この補欠選挙では国教忌避者から元議員ロバート・ウェブが、ジェントルマン階級から第5代準男爵サー・ジョン・ポールが出馬したものの、ウェブは出費の多い選挙戦を嫌って撤退、国教忌避者たちはエグレモント伯爵と首相初代ニューカッスル公爵トマス・ペラム＝ホリスに助けを求めた。2人は候補者探しに苦労したが、最終的にはマクスウェルが3,000ポンドまでなら選挙経費として出せると述べたこともあってマクスウェルの立候補が決まり、同年12月の投開票ではマクスウェル198票対ポール142票でマクスウェルが当選した。マクスウェルは政府による選挙支援として機密費から3,675ポンドを受け取った。以降議員退任まで議会で度々投票したものの、演説した記録はなかった。
1759年8月6日に父が死去するとファーナム男爵位を継承、同年12月3日にファーナム男爵としてアイルランド貴族院議員に就任した。1760年9月10日にアイルランド貴族であるキャバン県におけるファーナム子爵に叙され、19日にアイルランド枢密院の枢密顧問官に任命された後、1761年12月18日にファーナム子爵としてアイルランド貴族院議員に就任した。1761年イギリス総選挙で無投票で再選した後、議会でビュート伯爵内閣を支持した。また、官職を求める動きがあったものの、ファーナムと話した第5代準男爵サー・ヘンリー・アースキンによればファーナムが官職を求めたのはあくまでも伯爵への叙爵に向けた手段だったという。1763年5月13日に同じくアイルランド貴族であるキャバン県におけるファーナム伯爵に叙され、1764年1月21日にファーナム伯爵としてアイルランド貴族院議員に就任した。同1764年2月にもアイルランドに滞在したものの、首相ジョージ・グレンヴィルによりイングランドに呼び戻された。ファーナムは1763年から1765年までのグレンヴィル内閣を支持し、1765年から1766年までの第1次ロッキンガム侯爵に対しては野党の立場に立ち、1766年2月に印紙法廃止法案に反対票を投じた。チャタム伯爵内閣期の1766年から1767年にベッドフォード派に属したとされた。1768年イギリス総選挙で再選を目指したものの、対立候補の勢いが強かったため結局投票日までに撤退した。
1779年11月16日に死去、19日にキャバンで埋葬された。息子に先立たれたため、ファーナム伯爵位は廃絶、ファーナム男爵位は弟バリーが継承した。

## 家族
1759年10月11日にヘンリエッタ・スタッフォード＝ハワード（Henrietta Stafford-Howard、1761年8月30日没、第3代スタッフォード伯爵ウィリアム・スタッフォード＝ハワードの未亡人、旧姓カンティロン（Cantillon）、リチャード・カンティロンの娘）と結婚、1男1女をもうけた。
- ジョン（1778年8月7日没） - 1771年よりハーロー校で教育を受けた。生涯未婚[1]
- ヘンリエッタ（1852年3月6日没） - 1780年、デニス・デイリー（英語版）と結婚、子供あり[7]

1771年12月1日、サラ・アップトン（Sarah Upton、1795年までに没、アーサー・アップトンの未亡人、旧姓コスビー（Cosby）、ポール・コスビーの娘）と再婚した。